# Pierella amalia
Pierella amalia är en fjärilsart som beskrevs av Gustav Weymer 1885. Pierella amalia ingår i släktet Pierella och familjen praktfjärilar. Inga underarter finns listade i Catalogue of Life.

## Bildgalleri

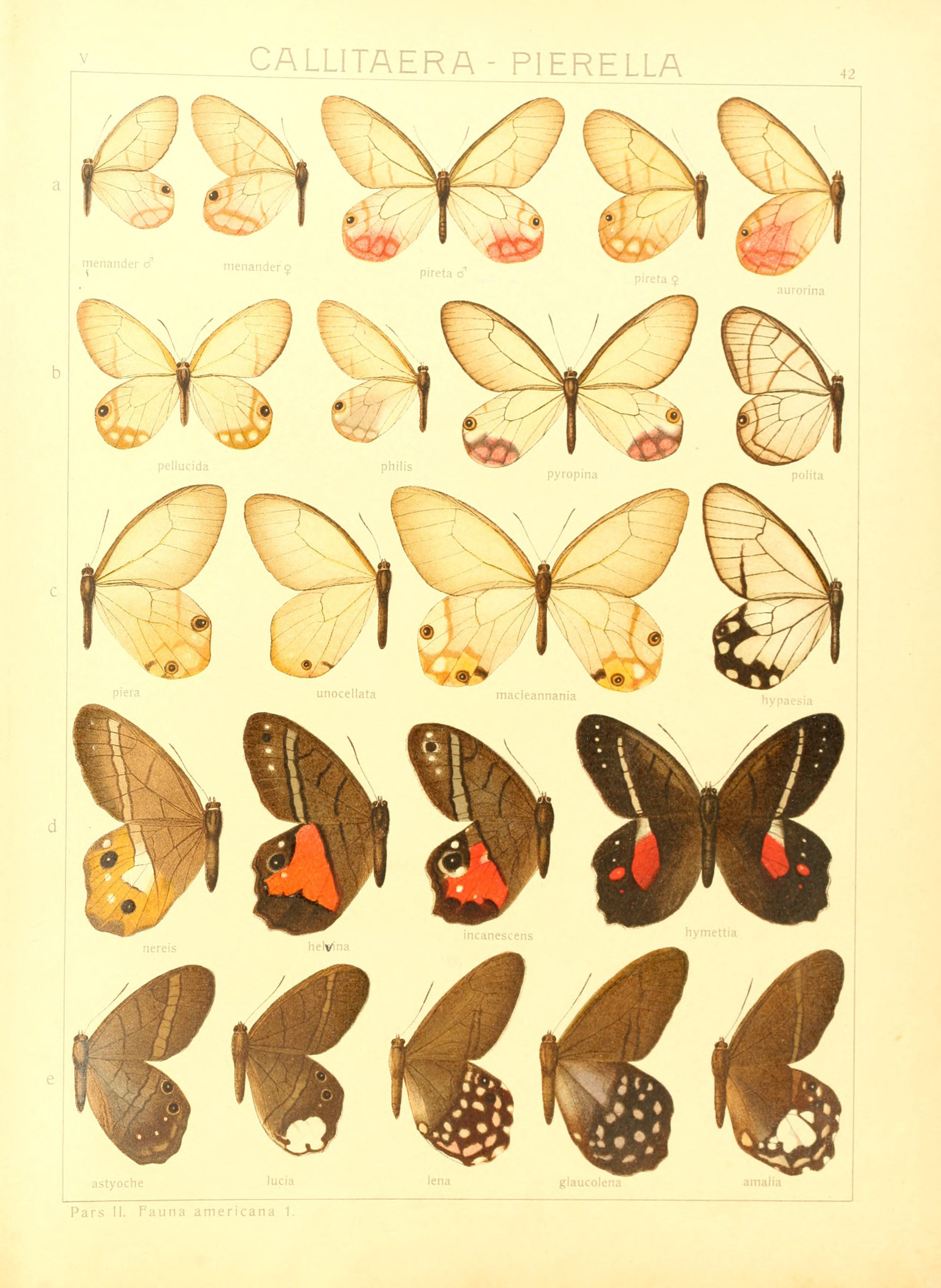